# Ruth Hubbard

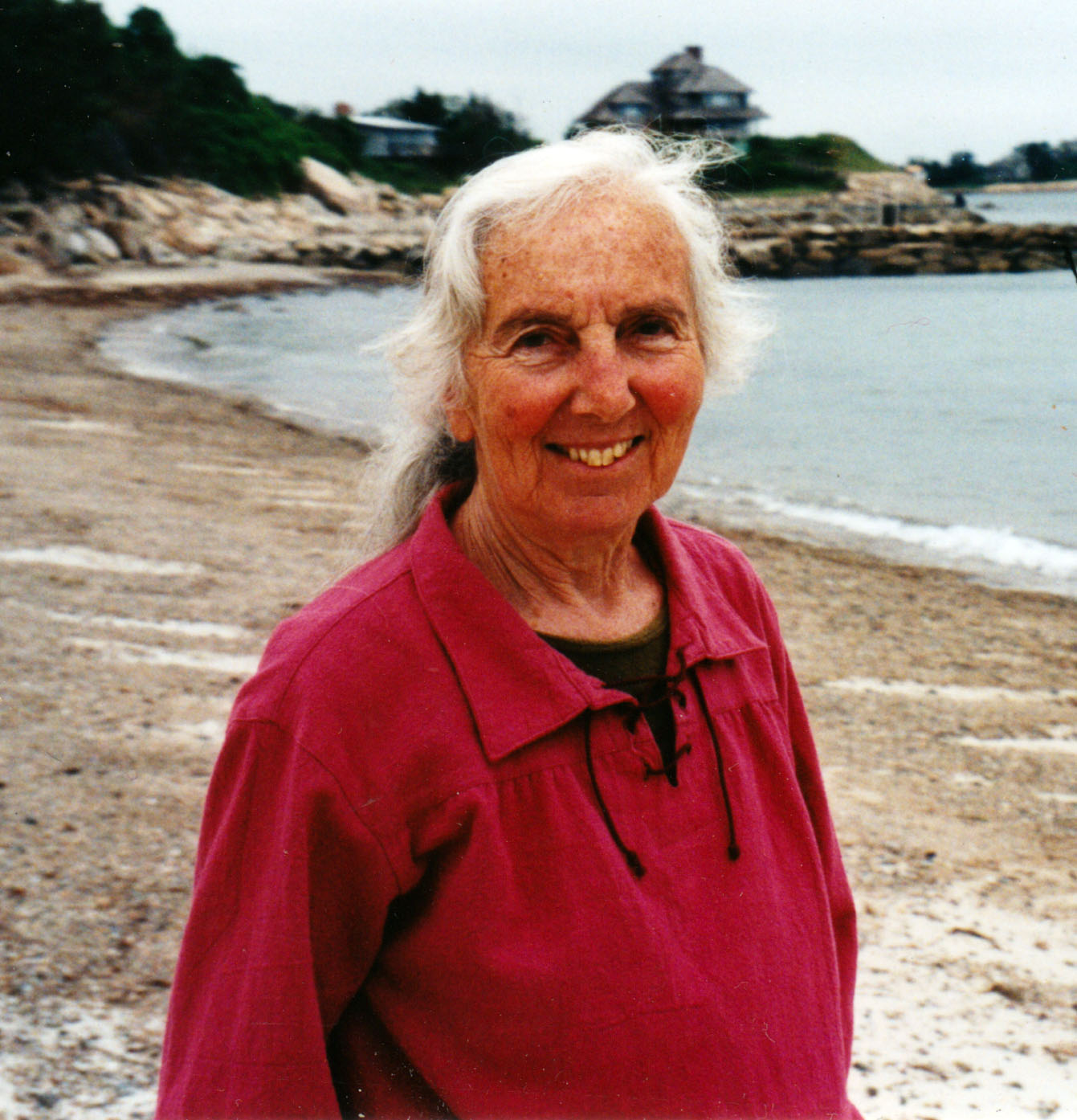
Ruth Hubbard

Ruth Shagoury Hubbard (* 3. März 1924 in Wien; † 1. September 2016 in Cambridge, Massachusetts) war eine österreichisch-amerikanische Biochemikerin. Sie war die erste ordentliche Professorin in den Naturwissenschaften an der Harvard University.

## Leben und Werk
Hubbard emigrierte mit ihrer Familie 1938 in die USA, wo sie die Brookline High School in Brookline, Massachusetts besuchte. 1942 heiratete sie Frank Hubbard, von dem sie 1951 geschieden wurde. Sie studierte am Radcliffe College in Cambridge Biochemie mit dem Bachelor-Abschluss 1944. 1948 studierte sie an der University College Hospital Medical School in London mit einem U.S. Public Health Service predoctoral fellowship und promovierte 1950 in Biologie am Radcliffe College. Danach forschte sie an der Harvard University und erhielt 1952 ein Guggenheim-Stipendium am Carlsberg-Forschungszentrum in Kopenhagen. Sie kehrte 1954 als wissenschaftliche Mitarbeiterin und Dozentin an die Harvard University zurück, wurde dort 1974 Professorin und 1972 Gastprofessorin am Massachusetts Institute of Technology. 1958 heiratete sie George Wald, mit dem sie bereits als wissenschaftliche Mitarbeiterin in Harvard an der Erforschung der Biochemie von Retinal und Retinol gearbeitet hatte. Ihre Forschung mit Wald brachte viele wichtige Beiträge zum Verständnis der Biochemie und Photochemie des Sehens bei Wirbeltieren und Wirbellosen, für die er 1967 die Paul-Karrer-Medaille gewann. Sie war Mitglied der American Society of Biologic Chemistry und veröffentlichte mindestens 31 wissenschaftliche Arbeiten zum Sehvorgang. Seit den 1960er Jahren engagierte sie sich für soziale und politische Fragen und wurde als Kritikerin der Soziobiologie bekannt. Sie schrieb mehrere Bücher und Artikel sowohl für Fachzeitschriften als auch für populäre Zeitschriften zu diesen Themen. 1973 wurde Hubbard in die American Academy of Arts and Sciences gewählt.

## Veröffentlichungen (Auswahl)
- 1952: R. Hubbard, G. Wald: Cis-trans Isomers of Vitamin A and Retinene in the Rhodopsin System, The Journal of General Physiology, Vol 36, 269–31.
- 1953: R. Hubbard, R. Gregerman, G. Wald: Geometrical Isomers of Retinene, The Journal of General Physiology, Vol 36, 415–429.
- 1958: R. Hubbard, R. St. George: The Rhodopsin System of the Squid, The Journal of General Physiology 1958 January 20; 41(3): 501–528.
- 1958: R. Hubbard, A. Kropf: The Action of Light on Rhodopsin, Proceedings National Academy of Sciences U S A. 1958 February; 44(2): 130–139.
- 1965: Ruth Hubbard, Deric Bownds, Tôru Yoshizawa: The Chemistry of Visual Photoreception, Cold Spring Harbor Symposium on Quantitative Biology 1965. 30:301–315.
- 1988: R. Hubbard: Science, Facts and Feminism, Hypatia, v. 3, no. 1.
- 1996: R. Hubbard, R. Lewontin: Pitfalls of Genetic Testing, New England Journal of Medicine, Volume 334:1192–1194, Number 18.
- 2006: R. Hubbard: Race & Genes, in Is Race Real?, a web forum sponsored by the Social Science Research Council.

## Bücher (Auswahl)
- Ruth Hubbard: The Politics of Women's Biology, Rutgers University Press, 1990, ISBN 978-0-8135-1490-1.
- Ruth Hubbard, Elijah Wald: Exploding the Gene Myth: How Genetic Information Is Produced and Manipulated by Scientists, Physicians, Employers, Insurance Companies, Educators, and Law Enforcers, Beacon Press, 1993, ISBN 978-0-8070-0431-9.
- Ruth Hubbard: Profitable Promises: Essays on Women, Science & Health, Common Courage Press, 1995, ISBN 978-1-56751-041-6.
- Ruth Hubbard, Margaret Randall: The Shape of Red: Insider/Outsider Reflections by Ruth Hubbard, 1989, ISBN 9780939416189.
- Ruth Hubbard: Women Look at Biology Looking at Women, 1979, ISBN 978-0870739460.
- Ruth Hubbard: Biological Woman – The Convenient Myth: A Collection of Feminist Essays and a Comprehensive Bibliography, 1982, ISBN 978-0870737022.